# GR Большой Медведицы
GR Большой Медведицы (лат. GR Ursae Majoris) — одиночная переменная звезда в созвездии Большой Медведицы на расстоянии приблизительно 2908 световых лет (около 892 парсеков) от Солнца. Видимая звёздная величина звезды — от +9,94m до +9,36m.

## Характеристики
'GR Большой Медведицы — красная пульсирующая медленная неправильная переменная звезда (LB) спектрального класса M8.